# Острава-град (окръг)
Окръг Острава-град (на чешки: Okres Ostrava-město) е един от 6-те окръга на Моравско-силезкия краѝ на Чехия. Административен център е едноименният град Острава. Площта на окръга е 214,22 km², а населението – 324 311 жители (2016 г.), като гъстотата на носелението е 1513 жители на km2. В окръга има 13 населени места, в това число 4 града. Код по LAU-1 – CZ0806.
Административната единица граничи само с окръзи от Моравско-силезкия краѝ: на северозапад с Опава, на изток с Карвина, на югоизток с Фридек-Мистек, а на югозапад – с Нови Ичин.

## Градове
| Град       | Население (31 декември 2005 г.) |
| ---------- | ------------------------------- |
| Острава    | 310 913                         |
| Вратимов   | 6950                            |
| Шенов      | 5919                            |
| Климковице | 4137                            |

## Население
Преброявания на населението през годините:
|      | Население |
| 2001 | 316 744   |

Оценки на населението през годините според Чешката статистическа служба:
| Дата             | Население |
| 1 януари 2011 г. | 331 825   |
| 1 януари 2016 г. | 324 311   |

## Образование
По данни от 2003 г.:
| Вид училище                         | Брой училища |
| ----------------------------------- | ------------ |
| Детски градини                      | 77           |
| Начални училища                     | 68           |
| Гимназии                            | 10           |
| Средни училища и промишлени училища | 22           |
| Средни професионални училища        | 10           |
| Висши професионални училища         | 6            |

## Здравеопазване
По данни от 2003 г.:
| Лекари                                      | 1563 |
| Болници                                     | 4    |
| Специализирани заведения за лечение и отдих | 3    |
| Зъболекари                                  | 188  |
| Аптеки                                      | 74   |

## Транспорт
През окръга преминава част от магистралите D1 и D56, както и първокласните пътища (пътища от клас I): I/11, I/56, I/58 и I/59. Пътища от клас II в окръга са: II/465, II/469, II/470, II/473, II/477, II/478, II/479 и II/647.